# Opyt
| Russland          | Russland                            |
| ----------------- | ----------------------------------- |
| Bauwerft:         | Carr and MacPherson, St. Petersburg |
| Kiellegung:       | 8. August 1861                      |
| Stapellauf:       | 27. September 1861                  |
| Indienststellung: | 11. Mai 1862                        |
| Dienstzeit:       | 1861–1918                           |
| Verdrängung:      | 270 t                               |
| Länge:            | 38,9 m                              |
| Breite:           | 6,78 m                              |
| Tiefgang:         | 1,83 m                              |
| Antrieb:          | Segel 1 Dampfmaschine 1 Schraube    |
| Geschwindigkeit:  | 9,0 kn                              |
| Reichweite:       |                                     |
| Besatzung:        |                                     |
| Bewaffnung:       | Geschütze: - 1 × 196-mm-Bombarde    |

Opyt (russisch: Опыт, Transliteration: Opyt) war der Name eines Kanonenbootes der Kaiserlich Russischen Marine. Es war das erste gepanzerte Schiff der russischen Flotte. 1861 gebaut, wurde es nach wechselvoller Geschichte 1922 abgewrackt.

## Vorgeschichte
Der Krimkrieg hatte der russischen Marineführung deutlich aufgezeigt, dass hölzerne Kriegsschiffe in kriegerischen Auseinandersetzungen nicht mehr brauchbar waren. Durch die mittlerweile zum Einsatz kommenden Brisanzgranaten erlitten sie im Gefecht sehr schnell sehr schwere Beschädigungen und waren leicht in Brand zu schießen. Die Panzerung lebenswichtiger Teile der Schiffe erschien daher unumgänglich. Um Erfahrungen mit dem Bau gepanzerter Schiffe zu sammeln, beauftragte die russische Flotte den Bau des Kanonenbootes Opyt. Der Name – zu deutsch Erfahrung – deutet auf den Zweck des Schiffes hin.

## Konstruktion und Bau
Am 22. Juli 1861 wurde das Schiff bei der Werft von Carr and MacPherson in St. Petersburg bestellt und schon am 8. August des Jahres dort auf Kiel gelegt. Stapellauf des Bootes war am 27. September 1861. Nach erfolgter Ausrüstung wurde die Opyt am 11. Mai 1862 in den Dienst der Gardeeinheiten der Baltischen Flotte gestellt.
Das 38,9 m lange und 6,78 m breite Boot hatte eine Verdrängung von 270 t, der Tiefgang lag bei 1,83 m. Der Rumpf wurde durch Querschotten in fünf Abteilungen unterteilt. Die Dampfmaschine mit einer Leistung von 200 PSi verlieh der Opyt eine Geschwindigkeit von 9 Knoten.
Im vorderen Teil des Bootes wurde eine Bombarde mit einem Kaliber von 196 mm installiert. Die Kanone feuerte über eine gepanzerte Brustwehr. Von der Brustwehr bis zur Bugspitze war das Oberdeck sphärisch gewölbt. Diese Konstruktion sollte auftreffende Granaten ablenken und so ein Durchschlagen des Decks verhindern. Oberhalb des Decks war die Panzerung 115 mm stark, unterhalb 65 mm. Die Panzerplatten mit den Maßen 1200 × 1000 mm lagen auf 305 mm starken Teakholz und bestanden aus Schmiedeeisen, das aus Russland und England beschafft wurde. Die Hinterlegung mit Holz sollte ein Splittern der spröden Panzerung vermeiden und durch seine Elastizität verhindern, dass bei Treffern die Befestigungsbolzen der Panzerplatten ausrissen. Die Munitionslast lag hinter der Panzerung und wurde durch seitliche Trinkwassertanks geschützt.

## Einsatz
Am 19. Februar 1866 wurde das Boot aus der Flottenliste gestrichen, entwaffnet und einem privaten Eigentümer zur Benutzung als Barkasse überlassen. Am 1. Januar 1870 wurde das Boot jedoch wieder neu bewaffnet und erneut in die Flottenliste aufgenommen. Die Opyt wurde 1883 in Mina (Мина) umbenannt und zur Erprobung verschiedener Arten von Seeminen benutzt. Im Jahr 1891 gehörte das Boot zu den Minenausbildungseinheiten der Flotte und war an den Versuchen von Alexander Stepanowitsch Popow zur Übertragung von Radiowellen zwischen Schiffen beteiligt.
Am 1. Februar 1892 wurde das Boot zum Kanonenboot der Küstenverteidigung unklassifiziert. Eine Hauptinstandsetzung erfolgte 1900. Im Jahr 1906 wurde das Boot zum zweiten Mal aus der Flottenliste gestrichen, entwaffnet und im Kriegshafen von St. Petersburg eingelagert.
Ab dem 9. August 1907 wurde das Boot wieder entkonserviert und erneut in Betrieb genommen. Zunächst für Hafendienste eingesetzt, kam es ab dem 16. Juli 1915 als hydrographisches Schiff bei der Vermessung der finnischen Schären zum Einsatz.
Während des Ersten Weltkrieges hatte das Boot im Finnischen Meerbusen die Navigation von militärischen und zivilen Schiffen zu unterstützen. Am 25. Oktober 1917 wurde das Boot in den Bestand der Roten Baltischen Flotte übernommen und am 11. März des Folgejahres der Finnischen Sowjetrepublik (siehe Finnischer Bürgerkrieg) überlassen, fiel aber bereits im April des Jahres in Helsingfors in die Hände der Weissfinnen. Nach den Bestimmungen des Finnisch-Russischen Friedens- und Grenzvertrages musste das Boot an Russland zurückgegeben werden, die formelle Rückgabe erfolgte jedoch erst 1922. Da inzwischen völlig veraltet, wurde das Boot zur Schrottgewinnung an Finnland verkauft und abgebrochen.